# Calliona separata
Calliona separata är en fjärilsart som beskrevs av Percy I. Lathy 1932. Calliona separata ingår i släktet Calliona och familjen Riodinidae. Inga underarter finns listade i Catalogue of Life.